# Râul Frambeș
Râul Frambeș este un curs de apă, afluent al râului Valea Aurului. 

## Hărți
- Harta județului Bistrița